# Флаг войск радиационной, химической и биологической защиты

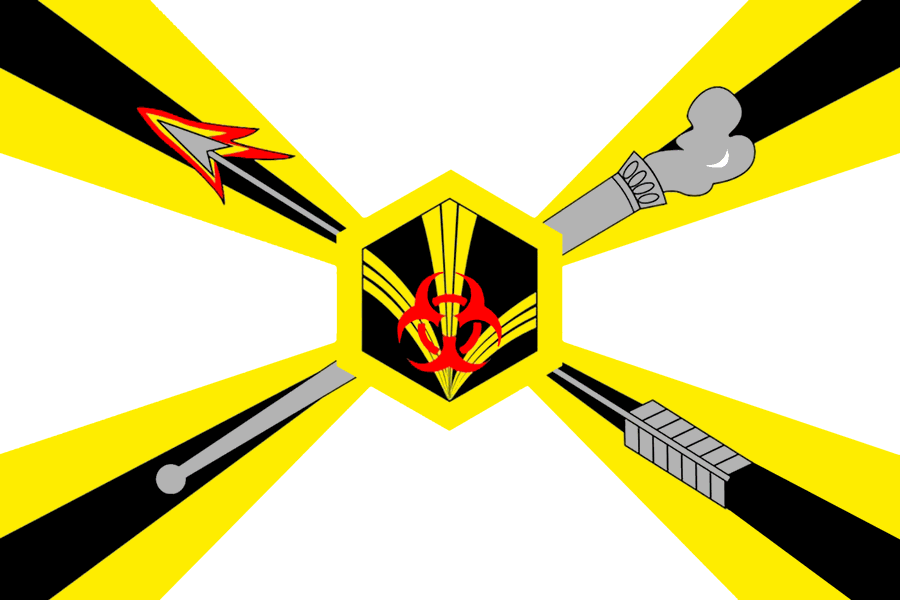
Флаг войск радиационной, химической и биологической защиты, 2005 г.

Флаг войск радиационной, химической и биологической защиты был официально утверждён приказом Министра обороны России 21 апреля 2005 года.

## Описание флага
Флаг войск радиационной, химической и биологической защиты представляет собой прямоугольное двустороннее полотнище. Рисунок лицевой и оборотной сторон полотнища одинаков и представляет собой четырёхконечный крест белого цвета с расширяющимися концами и с равноразделенными между концами креста желто-черно-желтыми углами.
В центре полотнища — изображение правильного контурного золотого шестиугольника, в чёрном поле которого три расходящихся золотых луча с четырьмя взаимопересеченными красными кольцами в нижней части, на серебряных диагонально перекрещенных пламенеющей стреле и дымовом факеле.
Отношение ширины флага к его длине 2:3. Расстояние между верхними (нижними) концами стрелы и факела соответствует ширине флага. Отношение ширины шестиугольника к длине флага 1:4.